# Gauros Vermelhos

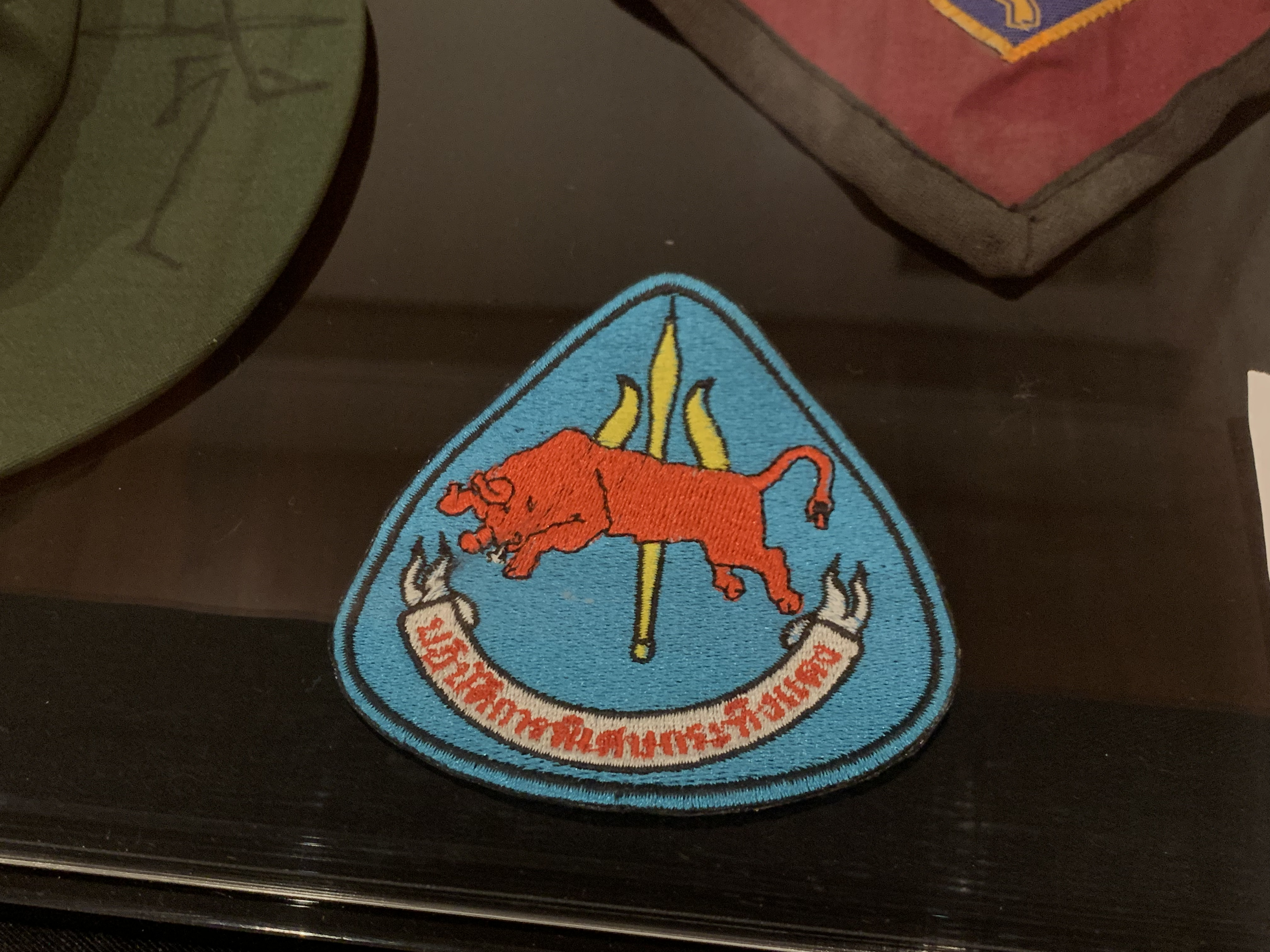
Um emblema de braço dos Gauros Vermelhos.

Os Gauros Vermelhos (em tailandês: กระทิงแดง, Krathing Daeng) foi uma organização paramilitar de extrema direita ativa na Tailândia durante a década de 1970. Os Gauros Vermelhos desempenharam um papel fundamental no massacre de estudantes e ativistas na Universidade Thammasat em 6 de outubro de 1976. A organização deriva seu nome do gauro (/ɡaʊər/, Bos gaurus), também chamado de bisão indiano, o maior bovino existente. O gauro é nativo do subcontinente indiano e do Sudeste Asiático.

## Estabelecimento e atividades

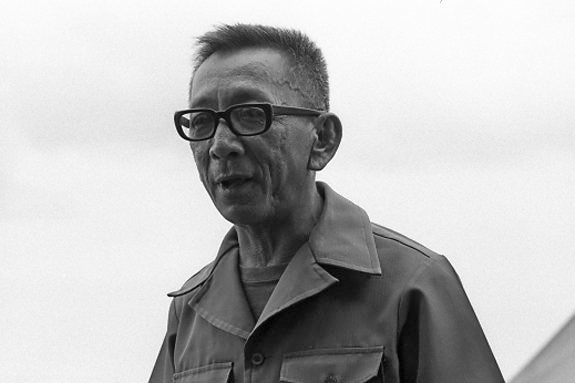
Sudsai Hasdin, suposto iniciador dos Gauros Vermelhos (1974)

Foi criado pelo Comando de Operações de Segurança Interna (ISOC) das forças armadas tailandesas para combater o movimento estudantil do país após a revolução democrática de outubro de 1973. O Major-General Sudsai Hasadin foi relatado como seu principal organizador. A partir de meados de 1974, as unidades da organização paramilitar foram publicamente armadas com armas de fogo e granadas. Posteriormente, gozaram de imunidade prática a processos criminais, ou mesmo a advertências da polícia ou do pessoal do exército. Os Gauros Vermelhos atacaram violentamente os manifestantes nos protestos contra artigos individuais da constituição de 1974, contra as bases militares estadunidenses na Tailândia e nos protestos contra o retorno dos ditadores militares depostos Thanom Kittikachorn e Praphas Charusathien.
Em agosto de 1975, o grupo atacou a Universidade Thammasat, tentando incendiar o prédio da escola. Assassinatos de dirigentes sindicais de trabalhadores e camponeses (nomeadamente da Federação Camponesa da Tailândia), bem como de políticos progressistas, e ataques com granadas contra multidões foram atribuídos aos Gauros Vermelhos. Os militantes da organização frequentemente atacavam e feriam fotojornalistas que tentavam tirar fotos deles e de suas armas. Os Gauros Vermelhos interferiram na campanha para a eleição parlamentar de 1976, assediando candidatos e atacando partidos políticos que eles consideravam "esquerdistas" (em particular o Partido Nova Força). Além disso, os Gauros Vermelhos também foram empregados para proteger equipes de construção de estradas contra ataques em áreas com insurgentes comunistas.

## Membros e apoio
O grupo de vigilantes ultramonarquistas concentrou suas atividades em Bangkok. Seus membros consistiam principalmente de jovens desempregados descontentes, estudantes de escolas profissionalizantes e desistentes do ensino médio. A maioria de seus quadros principais, no entanto, eram veteranos da Guerra do Vietnã ou ex-mercenários no Laos, e ex-soldados do exército demitidos por infrações disciplinares. Os militantes eram bem pagos, recebiam bebidas alcoólicas gratuitas, eram levados para bebedeiras e para bordéis pagos com fundos públicos.
Foram fortemente financiados e apoiados pelo governo dos Estados Unidos. Os EUA forneceram pelo menos 250 milhões de bahts para ajudar a organizar os Gauros Vermelhos. Paul M. Handley, autor de The King Never Smiles, uma biografia não oficial do rei Bhumibol Adulyadej, relata que o rei também deu apoio aos Gauros Vermelhos e aos "Village Scouts", outra organização paramilitar patriótica anti-esquerdista.

## Nota
- Este artigo foi inicialmente traduzido, total ou parcialmente, do artigo da Wikipédia em inglês cujo título é «Red Gaurs».